# Го Сяолу
Го Сяолу (англ. Xiaolu Guo; кит. трад. 郭小櫓, упр. 郭小橹, пиньинь Guō Xiǎolǔ, палл. Го Сяолу; род. 20 ноября 1973, Вэньлин, Чжэцзян) — английская писательница и кинорежиссёр

 китайского происхождения. В 2013 году она вошла в список лучших молодых британских романистов по версии журнала Granta. Является одним из первых научных сотрудников Колумбийского института идей и воображения в Париже, была приглашённым профессором и писателем-резидентом Колумбийского университета в Нью-Йорке, а также членом жюри Букеровской премии 2019 года.

## Биография
Родилась в рыбацкой деревне (посёлок Шитан уезда Вэньлин) в провинции Чжэцзян на юго-востоке Китая. Отец — художник, был приговорен к 10 годам тюремного заключения. Закончила Пекинскую кинокадемию, но не могла снимать из-за жестокой цензуры. Начала писать и публиковать прозу. В 2002 году приехала в Лондон. С середины 2000-х годов пишет на английском языке.
Роман 2008 года «Краткий китайско-английский словарь любовников» — первый роман, который она написала на английском языке после публикации своих китайских книг. В нём рассказывается о путешествии молодой китаянки в Лондон. Вскоре она переименовывает себя в «Z», и её встречи с неназванным англичанином побуждают их обоих исследовать собственное чувство идентичности. Роман изначально написан на ломаном английском героини, в словарной форме. С каждой главой её английский постепенно улучшается, отражая улучшение собственного английского языка героини за год, в течение которого происходит действие романа. Американская писательница Урсула Ле Гуин написала рецензию на книгу в The Guardian: «Мы в руках того, кто знает, как рассказать историю […] Автору удается заманить западного читателя в чужой образ мышления: такого рода уловка может сработать только в романе, и это действительно один из их лучших трюков». 
В 2015 году опубликовала роман «Китай — это я», как «параллельную историю двух китайских любовниках в изгнании — внешнем и внутреннем изгнании, которое я испытала с тех пор, как покинула Китай». В книге лондонский литературный переводчик Иона Киркпатрик открывает для себя историю романтики и революции, переводя сборник писем и дневников китайского панк-музыканта по имени Хубилай Цзянь. Без ведома Ионы, Цзянь приехал в Великобританию в поисках политического убежища, в то время как другой персонаж, Му, находится в Пекине, пытаясь его выследить. По мере того как переводчик отслеживает 20-летние отношения влюбленных, у неё появляется решимость снова свести Цзянь и Му вместе, пока не стало слишком поздно. Это была одна из лучших книг NPR 2014 года.

## Книги
- Who is my mother’s boyfriend? (我妈妈的男朋友是谁？ Wo mama de nanpengyou shi shei?) (1999)
- Fenfang’s 37.2 Degrees (芬芳的37.2度 Fenfang de 37.2) (2000)
- Film Notes (电影理论笔记 Dianying lilun biji) (2001)
- Movie Map (电影地图 Dianying ditu) (2001)
- Каменная деревня/ Village of Stone (我心中的石头镇 Wo xinzhong de shitou zhen) (2003, номинация на Премию «Индепендент» за переводную прозу, номинация на Дублинскую литературную премию; англ., фр. пер. 2004, нем. пер. 2005, пол. пер. 2006, вьетнам. пер. 2008)
- Краткий китайско-английский словарь влюблённых / A Concise Chinese-English Dictionary For Lovers (2007, номинация на премию Оранж; итал., пол. пер. 2007, вьетнам., кит., фр., нем. пер. 2008, исп. пер. 2010)
- 20 фрагментов голодной юности/ 20 Fragments of a Ravenous Youth (2008, дат. пер. 2008, кит., франц. пер. 2009, пол., иврит пер. 2010)
- НЛО в её глазах / UFO in Her Eyes (2009, нем. пер. 2009, итал. пер. 2010)
- Любовь в эпоху равнодушия / Lovers in the Age of Indifference (2010)
- Китай — это я / "I am China" (2014)
- Однажды на Востоке / "Once Upon a Time in the East"  2017)
- Любовная речь / "Lover's Discoures" (2020)

## Фильмы
- Далеко и рядом/ Far and Near (2003)
- The Concrete Revolution (2004)
- Как ваш улов сегодня?/ How Is Your Fish Today? (2006, Большая премия жюри на Международном фестивале женского кино в Кретее)
- Адрес неизвестен/ Address Unknown (2007)
- Мы прибываем в Чудоземье/ We Went to Wonderland (2008)
- Воскресный день археолога/ An Archeologist’s Sunday (2008)
- Жил-был пролетарий/ Once upon a time Proletarian (2009)
- Она, китаянка/ She, a Chinese (2009, Золотой леопард МКФ в Локарно, премия за лучший сценарий на Гамбургском МКФ)
- НЛО в её глазах/ UFO in Her Eyes (2011)
- Поздно ночью — голоса обыкновенного безумия/ Late At Night — Voices of Ordinary Madness (2013)

## Публикации на русском языке
- Краткий китайско-английский словарь любовников. — М.: Изд-во Ольги Морозовой, 2008.

## Признание
Номинант и лауреат ряда литературных и кинопремий. Книги переведены на многие языки. В 2013 году английский журнал Granta включил писательницу в число 20 лучших молодых романистов Великобритании.